# Vena iliaca interna
La vena iliaca interna (o vena ipogastrica) drena il sangue proveniente dalla pelvi attrevarso i suoi rami viscerali e parietali. Nasce a livello del grande foro ischiatico, decorre verso l'alto, indietro e in rapporto mediale con l'arteria iliaca interna. A livello dell'apertura superiore della pelvi si unisce alla vena iliaca esterna per formare la vena iliaca comune.

## Rami parietali
- vene glutee superiori
- vene glutee inferiori
- vena iliolombare
- vena otturatoria

## Rami viscerali
- vena emorroidaria media
- vena pudenda interna (che drena parte dei genitali e la vena emorroidaria inferiore)
- vena uterina
- vena vescicale (prostatica nell'uomo e vaginale nella donna)